# Amphineurus bicorniger
Amphineurus bicorniger är en tvåvingeart som beskrevs av Alexander 1924. Amphineurus bicorniger ingår i släktet Amphineurus och familjen småharkrankar. Inga underarter finns listade i Catalogue of Life.